# Grabki Duże

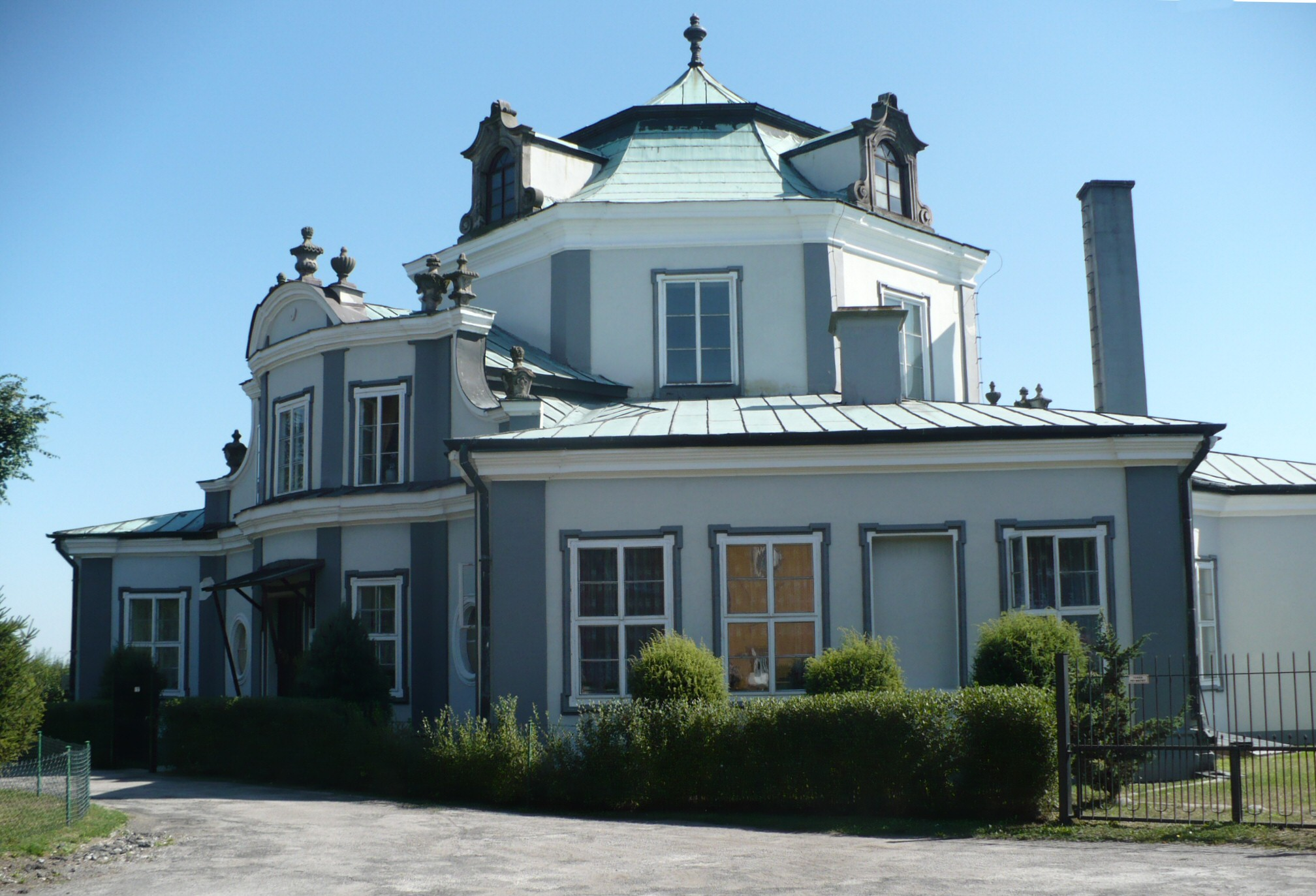
Một cung điện ở Grabki Duże

Grabki Duże  [ˈɡrapki ˈduʐɛ] là một ngôi làng ở quận hành chính của Gmina Szydłów, nằm trong huyện Staszow, Świętokrzyskie, khu vực trung-nam Ba Lan. Nó nằm khoảng 4 kilômét (2 mi) về phía tây của Szydłów, 16 km (10 mi) về phía tây của Staszów và 41 km (25 mi) về phía đông nam của thủ phủ khu vực Kielce.
Làng có dân số là  375 người.
Trong một ngôi làng có một cung điện baroque từ năm 1742, được thiết kế theo phong cách phương Đông của Franciszek Placidi. Nó được xây dựng bởi một Stanisław Rupniewski quý tộc, người đã có một thời gian bị giam cầm ở Thổ Nhĩ Kỳ và chuyển mình sang đạo Hồi. Cung điện được những người hàng xóm đặt biệt danh là " hậu cung ". Cung điện nằm trong tay tư nhân và có thể được nhìn từ bên ngoài.

## Nhân khẩu học
Theo điều tra dân số Ba Lan năm 2002, có 387 người cư trú tại làng Grabki Duże, trong đó 49,4% là nam và 50,6% là nữ. Trong làng, dân số được phân bố với 25,1% ở độ tuổi 18, 36,2% từ 18 đến 44, 19,4% từ 45 đến 64 và 19,4% từ 65 tuổi trở lên.
| Chỉ tiêu | Chỉ tiêu  | Chỉ tiêu       | Chỉ tiêu       | Chỉ tiêu       | Đơn vị         | Dân số (bởi nhóm độ tuổi năm 2002) | Dân số (bởi nhóm độ tuổi năm 2002) | Dân số (bởi nhóm độ tuổi năm 2002) | Dân số (bởi nhóm độ tuổi năm 2002) | Dân số (bởi nhóm độ tuổi năm 2002) | Dân số (bởi nhóm độ tuổi năm 2002) | Dân số (bởi nhóm độ tuổi năm 2002) | Dân số (bởi nhóm độ tuổi năm 2002) | Dân số (bởi nhóm độ tuổi năm 2002) | Dân số (bởi nhóm độ tuổi năm 2002) |
| Chỉ tiêu | Chỉ tiêu  | Chỉ tiêu       | Chỉ tiêu       | Chỉ tiêu       | Đơn vị         | Tổng cộng                          | 0–9                                | 10–19                              | 20–29                              | 30–39                              | 40–49                              | 50–59                              | 60–69                              | 70–79                              | 80 +                               |
| -------- | --------- | -------------- | -------------- | -------------- | -------------- | ---------------------------------- | ---------------------------------- | ---------------------------------- | ---------------------------------- | ---------------------------------- | ---------------------------------- | ---------------------------------- | ---------------------------------- | ---------------------------------- | ---------------------------------- |
| I.       | Tổng cộng | Tổng cộng      | Tổng cộng      | Tổng cộng      | người          | 387                                | 51                                 | 58                                 | 51                                 | 51                                 | 48                                 | 44                                 | 33                                 | 34                                 | 17                                 |
| I.       | —         | Trong đó       | Trong đó       | Trong đó       | %              | 100                                | 13.2                               | 15                                 | 13.2                               | 13.2                               | 12.4                               | 11.4                               | 8.5                                | 8.8                                | 4.4                                |
| I.       | 1.        | Theo giới tính | Theo giới tính | Theo giới tính | Theo giới tính | Theo giới tính                     | Theo giới tính                     | Theo giới tính                     | Theo giới tính                     | Theo giới tính                     | Theo giới tính                     | Theo giới tính                     | Theo giới tính                     | Theo giới tính                     | Theo giới tính                     |
| I.       | 1.        | A.             | Nam            | Nam            | người          | 191                                | 28                                 | 29                                 | 22                                 | 27                                 | 29                                 | 23                                 | 13                                 | 15                                 | 5                                  |
| I.       | 1.        | A.             | —              | Trong đó       | %              | 49.4                               | 7.2                                | 7.5                                | 5.7                                | 7                                  | 7.5                                | 5.9                                | 3.4                                | 3.9                                | 1.3                                |
| I.       | 1.        | B.             | Nữ             | Nữ             | người          | 196                                | 23                                 | 29                                 | 29                                 | 24                                 | 19                                 | 21                                 | 20                                 | 19                                 | 12                                 |
| I.       | 1.        | B.             | —              | Trong đó       | %              | 50.6                               | 5.9                                | 7.5                                | 7.5                                | 6.2                                | 4.9                                | 5.4                                | 5.2                                | 4.9                                | 3.1                                |

| I. | Tổng cộng | Tổng cộng      | Tổng cộng              | Tổng cộng                   | Tổng cộng                   | person         | 387            | 191            | 196            |                |                |                |                |                |                |                |                |                |                |                |
| I. | —         | trong đó       | trong đó               | trong đó                    | trong đó                    | %              | 100            | 49.4           | 50.6           |                |                |                |                |                |                |                |                |                |                |                |
| I. | 1.        | Theo nhóm tuổi | Theo nhóm tuổi         | Theo nhóm tuổi              | Theo nhóm tuổi              | Theo nhóm tuổi | Theo nhóm tuổi | Theo nhóm tuổi | Theo nhóm tuổi | Theo nhóm tuổi | Theo nhóm tuổi | Theo nhóm tuổi | Theo nhóm tuổi | Theo nhóm tuổi | Theo nhóm tuổi | Theo nhóm tuổi | Theo nhóm tuổi | Theo nhóm tuổi | Theo nhóm tuổi | Theo nhóm tuổi |
| I. | 1.        | A.             | Độ tuổi trước lao động | Độ tuổi trước lao động      | Độ tuổi trước lao động      | person         | 97             | 53             | 44             |                |                |                |                |                |                |                |                |                |                |                |
| I. | 1.        | A.             | —                      | Trong đó                    | Trong đó                    | %              | 25.1           | 13.7           | 11.4           |                |                |                |                |                |                |                |                |                |                |                |
| I. | 1.        | B.             | Độ tuổi lao động       | Độ tuổi lao động            | Độ tuổi lao động            | person         | 215            | 114            | 101            |                |                |                |                |                |                |                |                |                |                |                |
| I. | 1.        | B.             | —                      | of which in                 | of which in                 | %              | 55.6           | 29.5           | 26.1           |                |                |                |                |                |                |                |                |                |                |                |
| I. | 1.        | B.             | a.                     | Tuổi lao động di động       | Tuổi lao động di động       | person         | 140            | 71             | 69             |                |                |                |                |                |                |                |                |                |                |                |
| I. | 1.        | B.             | a.                     | —                           | Trong đó \| %               | 36.2           | 18.4           | 17.8           |                |                |                |                |                |                |                |                |                |                |                |                |
| I. | 1.        | B.             | b.                     | Tuỏi lao động không di động | Tuỏi lao động không di động | person         | 75             | 43             | 32             |                |                |                |                |                |                |                |                |                |                |                |
| I. | 1.        | B.             | b.                     | —                           | Trong đó \| %               | 19.4           | 11.1           | 8.3            |                |                |                |                |                |                |                |                |                |                |                |                |
| I. | 1.        | C.             | Tuổi sau lao động      | Tuổi sau lao động           | Tuổi sau lao động           | person         | 75             | 24             | 51             |                |                |                |                |                |                |                |                |                |                |                |
| I. | 1.        | C.             | —                      | Trong đó                    | Trong đó                    | %              | 19.4           | 6.2            | 13.2           |                |                |                |                |                |                |                |                |                |                |                |